# Brachytarsophrys chuannanensis
Espèce
Statut de conservation UICN

 DD  : Données insuffisantes
Brachytarsophrys chuannanensis est une espèce d'amphibiens de la famille des Megophryidae.

## Répartition
Cette espèce est endémique de la province du Sichuan en République populaire de Chine. Elle se rencontre entre 800 et 1 100 m d'altitude dans les xians de Junlian et de Hejiang,.

## Étymologie
Son nom d'espèce, composé de chuannan et du suffixe latin -ensis, « qui vit dans, qui habite », lui a été donné en référence au lieu de sa découverte, le Territoire administratif de Chuannan.

## Publication originale
- Fei & Ye, 2001 : The colour handbook of the amphibians of Sichuan. Chengdu Institute of Biology, the Chinese Academy of Sciences, p. 1-263.